# Cynthiacetus maxwelli
Cynthiacetus maxwelli és una espècie de cetaci extint de la família dels basilosàurids que visqué durant l'Eocè. Se n'han trobat restes fòssils als Estats Units.